# Mount Huffman
Mount Huffman är ett berg i Antarktis. Det ligger i Västantarktis. Argentina, Chile och Storbritannien gör anspråk på området. Toppen på Mount Huffman är 1 158 meter över havet.
Terrängen runt Mount Huffman är huvudsakligen lite kuperad. Trakten är obefolkad. Det finns inga samhällen i närheten.